# Молига, Лоло Леталу Маталаси
Лоло Леталу Маталаси Молига (англ. Lolo Letalu Matalasi Moliga; род. 12 августа 1947, Тау, Американское Самоа) — американский политический деятель из Самоа, бывший педагог, бизнесмен и бывший президент Банка Развития Американского Самоа с 2009 по 2012 год. Молига был выдвинут кандидатом на должность губернатора Американского Самоа в 2012 году и выиграл выборы.

## Биография
Получил степень магистра в государственном управлении в университете штата Калифорния в Сан-Диего 30 июля 2012 года.
Свою карьеру он начал в качестве учителя, затем директора начальной школы. Четырежды избирался в палату представителей Американского Самоа. Позже стал сенатором в Сенате Американского Самоа. Молига рассматривал возможность участия в губернаторских выборах в 2008 году, но отказался от участия из-за уже имеющихся назначений.
Молига принял участие в губернаторских выборах 2012 года и выиграл их во втором туре. В ноябре 2016 году он был переизбран на должность, собрав 60,2 % всех голосов.